# Dehalococcoides ethenogenes
Dehalococcoides ethenogenes is een anaerobe bacterie, die door reductieve dehalogenering tetrachlooretheen of trichlooretheen (TCE) kan afbreken tot etheen via dehalorespiratie. De afbraakproducten vinylchloride (VC), de dichloorethenen (DCE) 1,1- en 1,2-dichlooretheen worden co-metabool afgebroken door de bacterie waardoor volledige afbraak mogelijk is. Daarmee worden deze moleculen onschadelijk gemaakt.
Vanuit een ecologisch standpunt is dit een interessante ontdekking omdat tri- en tetrachlooretheen wijdverbreide toepassing vinden als oplosmiddel. De tussenproducten dichlooretheen en vinylchloride hopen zich op en zijn kankerverwekkend. Op de prioriteitenlijst van de Amerikaanse EPA werd bij meer dan de helft van de probleemlocaties een van de beide gechloreerde moleculen aangetroffen. Deze bacterie wordt dan ook gebruikt bij bodemsanering.